# Волинська округа
Воли́нська окру́га (до 15 вересня 1925 року — Жито́мирська) — адміністративно-територіальна одиниця Української СРР в 1923–1930 роках. Окружний центр — місто Житомир. Протягом 1924–1930 років межі округи кілька разів змінювалися.
На півночі округа межувала з Коростенською, на сході — з Київською, на півдні — з Бердичівською, а на заході — з Шепетівською округами.

## Історія
Створена 7 березня 1923 року у складі Волинської губернії з окружним центром у Житомирі з частини Новоград-Волинського, Житомирського і частини Полонського повіту, в складі 14 районів:
- Городницький — з Городницької і Сербівської волостей Новгород-Волинського повіту.
- Пищевський — з волостей: Пищевської і Жолобенської Новгород-Волинського повіту.
- Новоград-Волинський — з Романовецької, частини Смолдирівської і частини Рогачівської волостей Новгород-Волинського повіту.
- Баранівський — з волостей: частини Смолдирівської, частини Рогачівської і цілої Баранівської Новгород-Волинського повіту.
- Пулинський — з волостей Куринської Новгород-Волинського повіту і частини Пулинської Житомирського повіту.
- Чорняхівський — з частини Пулинської, Чорняхівської і цілої Бежівської волости Житомирського повіту.
- Іванківський (Левківський) — з частини Чорняхівської і цілої Левківської волости Житомирського повіту.
- Троянівський — Троянівської і частини П'ятківської волости Житомирського повіту.
- Чуднівський — з Чуднівської і частини П'ятківськоі волости Житомирського повіту.
- Миропільський — з Миропільської, і Романівської, Полонського повіту.
- Любарський — з Ново-Чарторійської, Красносільскої, Лимарської і Мотовилівської волостей Полонського повіту.
- Янушпольський — з Краснопольскої волости Полонського повіту і Янушпольської і Озадівської волостей Житомирського повіту.
- Коднянський (Солотвинський) — з Коднянської і Солотвинської волостей Житомирського повіту. Ліквідований 17 червня 1925 року[5].
- Андрушівський — з Котелянської і Андрушівської волостей, Житомирського повіту.

21 серпня 1924:
- Деревицька, Глезненська, Ворушковецька, Гизівшинська, Мартинівська і Вишняківська сільради Полонського району Шепетівської округи перейшли до складу Любарського району.
- Вигнанська, Ожарівська і Мшанецька сільради Старо-Констянтинівського району Шепетівської округи перейшли до складу Любарського району.
- Хутір Омецинський Троянівського району перейшов до складу Чуднівського району.
- Сколобівська, Івановицька, Старо-Олександрівська, Бабичівська і Гуто-Юстинівська сільради Черняхівського району перейшли до складу Пулинського району.
- Центр Солотвинського району перенесений з с. Солотвина в м. Кодню, Солотвинський район перейменований на Коднянський район.
- Троковицька, Некрашенська, Пісчанська і Кам'янська сільради Левківського району перейшли до складу Черняхівського району.
- с. Бараші Левківського району перейшло до складу Троянівського району.
- Стовпівська, Красновульська, Волосівська, Колківська, Красносільська і Карповецька сільради Любарського району перейшли до складу Чуднівського району.
- Привитівська і Печанівська сільради Любарського району перейшли до складу Миропільського району.
- колонія Журафіно і колонія Поправка Черняхівського району перейшли до складу Троянівського району.
- село Комарівка Черняхівського району перейшло до складу Фасівського району Коростенської округи.
- колонія Антонівка Пищівського району перейшла до складу Судилківського району Шепетівської округи.

13 березня 1925:
- Радомисельський і Коростишівський райони ліквідованої Малинської округи приєднані до Житомирської округи.
- Ставищенський район Малинської округи розформований з приєднанням:
  - Білківської, Забілочанської, Комарівської, Кочерівської, Неграбівської, Поташнянської, Раєвської і Раковицької сільрад до складу Радомисельського району, приєднаного до Житомирської округи;
  - Царівської сільради до складу Коростишівського району, приєднаного до Житомирської округи.
- Придубівська сільрада, а також с. 1-й і 2-й Волнянський хутір і колонії Радівка, Тавбівка і Юзефівка Брусилівського району Білоцерківської округи перечислені до складу Коростишівського району, приєднаного до Житомирської округи
- с. Перемижжя, Журавлінка і Костанівська з хутором Салдацьким Коростишівського району перечислені до складу Радомисельського району, приєднаного до Житомирської округи.
- Забілотянська, Котівська і Пилиновицька сільради Потіївського району ліквідованої Малинської округи перечислені до складу Радомисельського району, приєднаного до Житомирської округи.

28 квітня 1925 року в Житомирській окрузі утворені польські Ново-Заводська, Кошелівська і Довбишанська та німецька Андріївська сільради.
17 червня 1925:
- Любарський, Янушпольський, Андрушівський (у складі сільрад: Андрушівської, Гардищінської, Гальчинської, Котівської, Нехворощанської, Миньковецької, Павелківської і Криловської) і Чуднівський (у складі сільрад: Серяківської, Бездер, Ставки, Дриглівської, Дітківської, Сербинівської, Дубищинської, Старо-Чуднівської, Ново-Чуднівської, Корочінської, Ольшанської, Княжинської, Тютюнницької, Бабушкінської, М.-Коровинецької, Столпівської, Красновульківської, Красносільської, Колківської, Волосівської і Карповицької) райони Житомирської округи були перечислені до складу Бердичівської округи.
- Коднянський район розформований з віднесенням Ляховецької (без села Роскопана Могила), М. Мошківської, Червонинської і В. Мошківської сільрад до перечислюваного до складу Бердичівської округи Андрушівського району, а Солотвинської, Раєвської, Гальчинецької, Никонівської, Журбинецької, Скаковської і Половецької сільрад до складу Махновського району Бердичівської округи.
- Слободищінська і Швайківська сільради Троянівського району перечислені до складу Махнівського району Бердичівської округи.
- П'ятківська, Пилипівська і Соснівська сільради Троянівського району перечислені до складу Чуднівського району, включуваного до Бердичівської округи.
- Шуляйківська і Романківська сільради Миропольського району перечислені до складу Чуднівського району, включуваного до Бердичівської округи.
- Привитівська і Печанівська сільради Миропольського району перечислені до складу Любарського району, включуваного до Бердичівської округи.
- М.-Татаринівська, Райківська і Голодківська сільради включуваного до Бердичівської округи Янушпольського району перечислені до складу Махновського району Бердичівської округи.
- В.-Коровинецька, Рачківська і Бейзимівська сільради включуваного до Бердичівської округи Янушпольського району перечислені до складу Чуднівського району, включуваного до Бердичівської округи.
- Грубська сільрада з с. Струцівкою і Яроповицько-Ходорківською скарбовою лісовою дачею розформовуваного Ходорківського району Бердичівської округи перечислені до складу Коростишівського району.
- Кутузівський, Фасівський і Потіївський райони Коростенської округи перечислені до складу Житомирської округи.

23 вересня 1925:
- Фасівський район розформований, з приєднанням території:

- Лісовщинської, Ковалівської і Мусіївської сільрад до складу Ушомирського району, Коростенської округи;

- Буківської, Добринської, Салицької, Селицької, Емілівської і Бражинської сільрад до складу Потіївського району, Житомирської округи;
- Кропів'янської, Гацківської, Турчинської, Ісаківської, Рудно-Фасівської, Фасівської, Кам'яно-Бродської, Краснорічинської, Топорищенської і Коротищенської сільрад до складу Володарського району, Житомирської округи.

- Левківський район ліквідований.
- Утворений новий Іванківський район з центром у містечкові Іванків у складі:

- Вацьківської (без села Газинки), Левківської, Станишевської, Млинищенської, Луцької і Писківської сільрад касованого Левківського району;

- Туровецької, Тулинської, Лещинської, Іванківської, Іваницької, Волосівської, Н-Котельнянської, Антополь-Болярківської, Старо-Котельнянської, Старосільської, Рудно-Грабівської, Івницької і Смолівської сільрад, що входили до складу Андрушівського району, переписаного до складу Бердичівської округи;
- Пражівської, Янковецької, Коднянської, Закусилівської і Розкопано-Могильської сільрад скасованого Коднянського району.

- Суховільська сільрада Городницького району Коростенської округи перейшла до складу Пищевського району.
- Краєщинська сільрада Володарського (Кутузівського) району Житомирської округи перейшла до складу Ушомирського району Коростенської округи.
- Перейшли до складу Миропільського району Чудно-Гутська, Годиська, Садківська, Буратинська, Карвинівська, Станіславівська, Ясногородська і Сульжинівська сільради, що входили до складу Чуднівського району, переписаного до складу Бердичівської округи.
- Районний центр Миропільського району перенесений з містечка Миропілля в місто Романів, Миропільський район перейменований на Романівський.
- Районний центр Пищевського району перенесений з містечка Пищева в містечко Ярунь, Пищевський район перейменований в Ярунський.

Ліквідована 15 вересня 1930 року, райони передані в пряме підпорядкування УСРР.

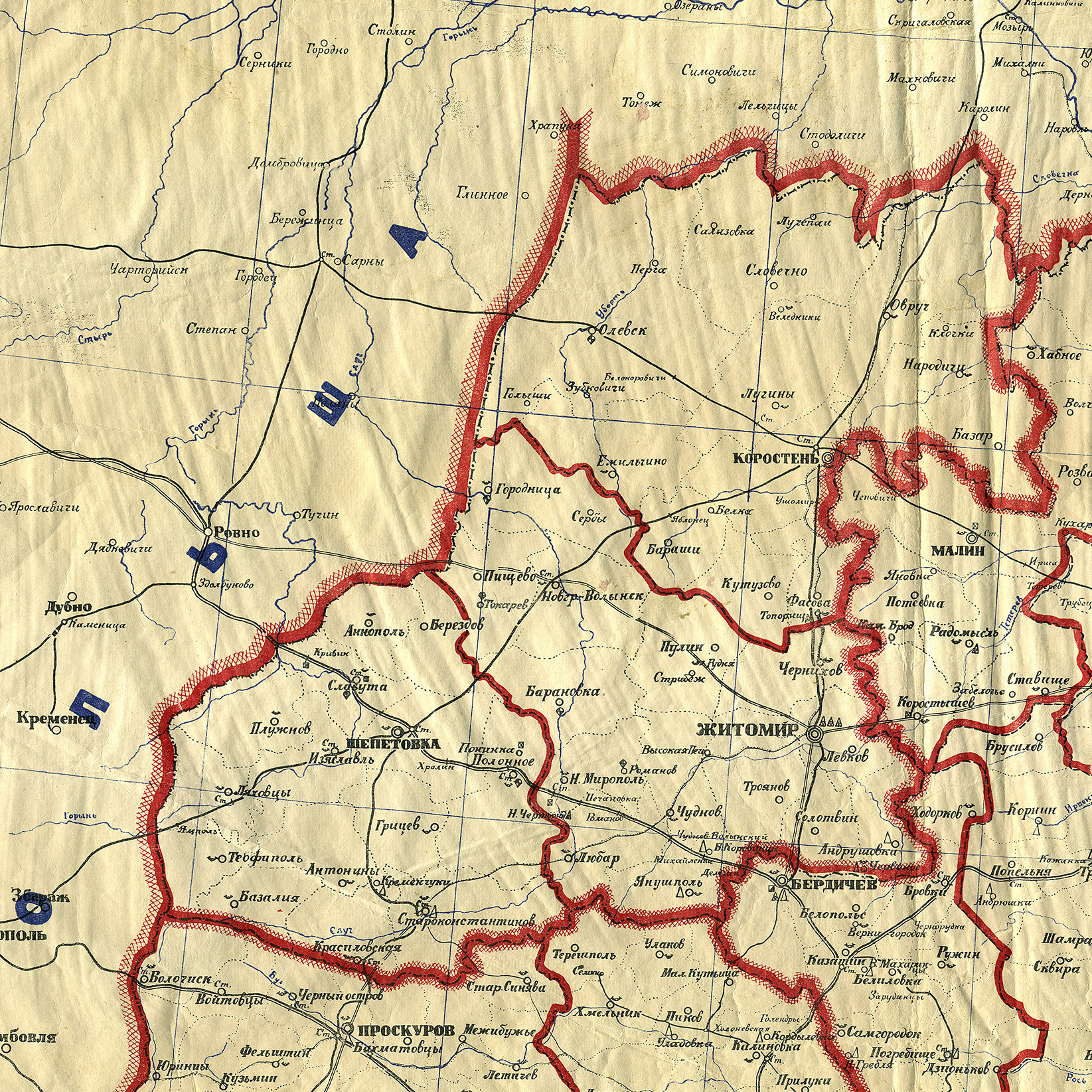
Карта Житомирської округи у складі Волинської губернії, 1923
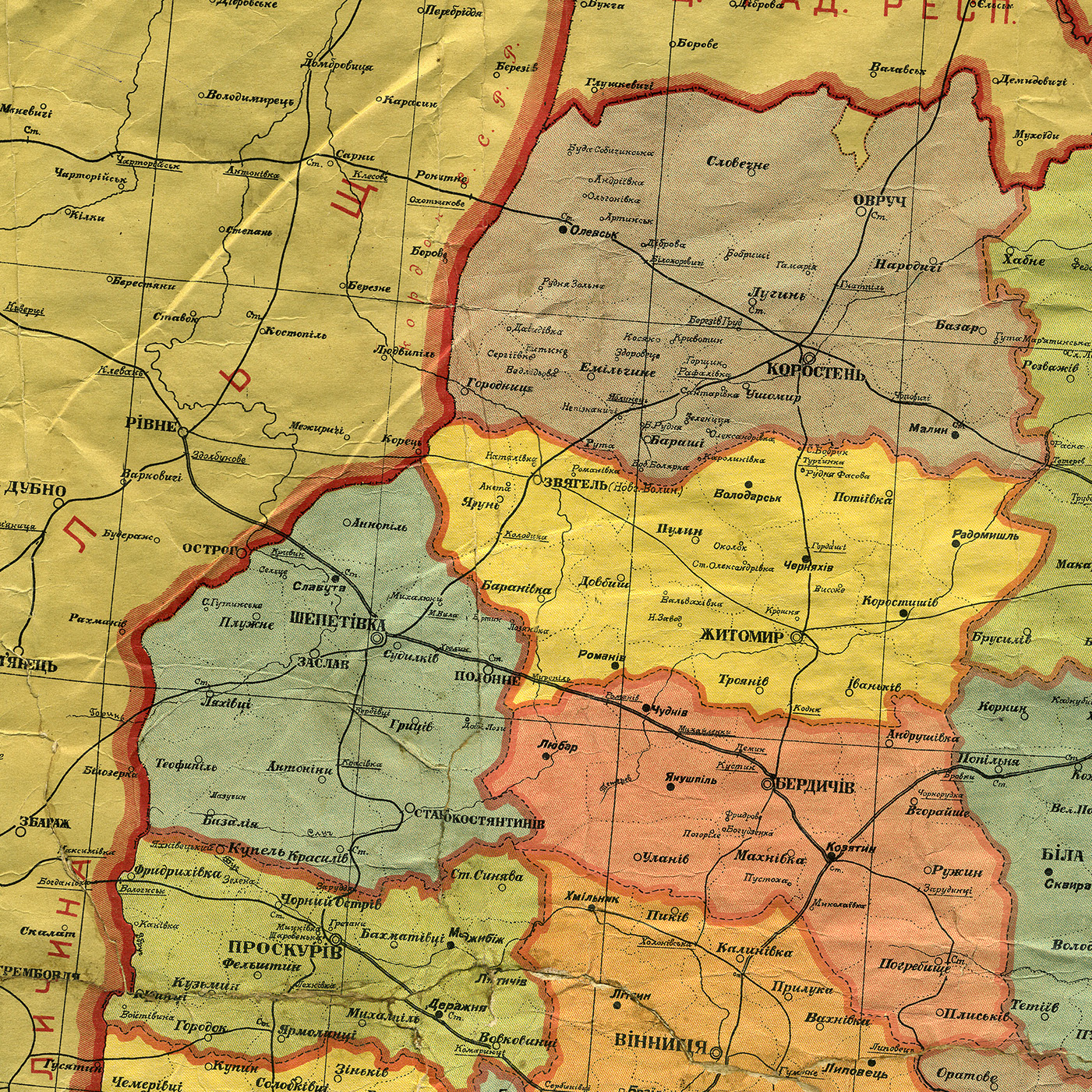
Карта Житомирської округи, адміністративні межі станом на 1 жовтня 1925
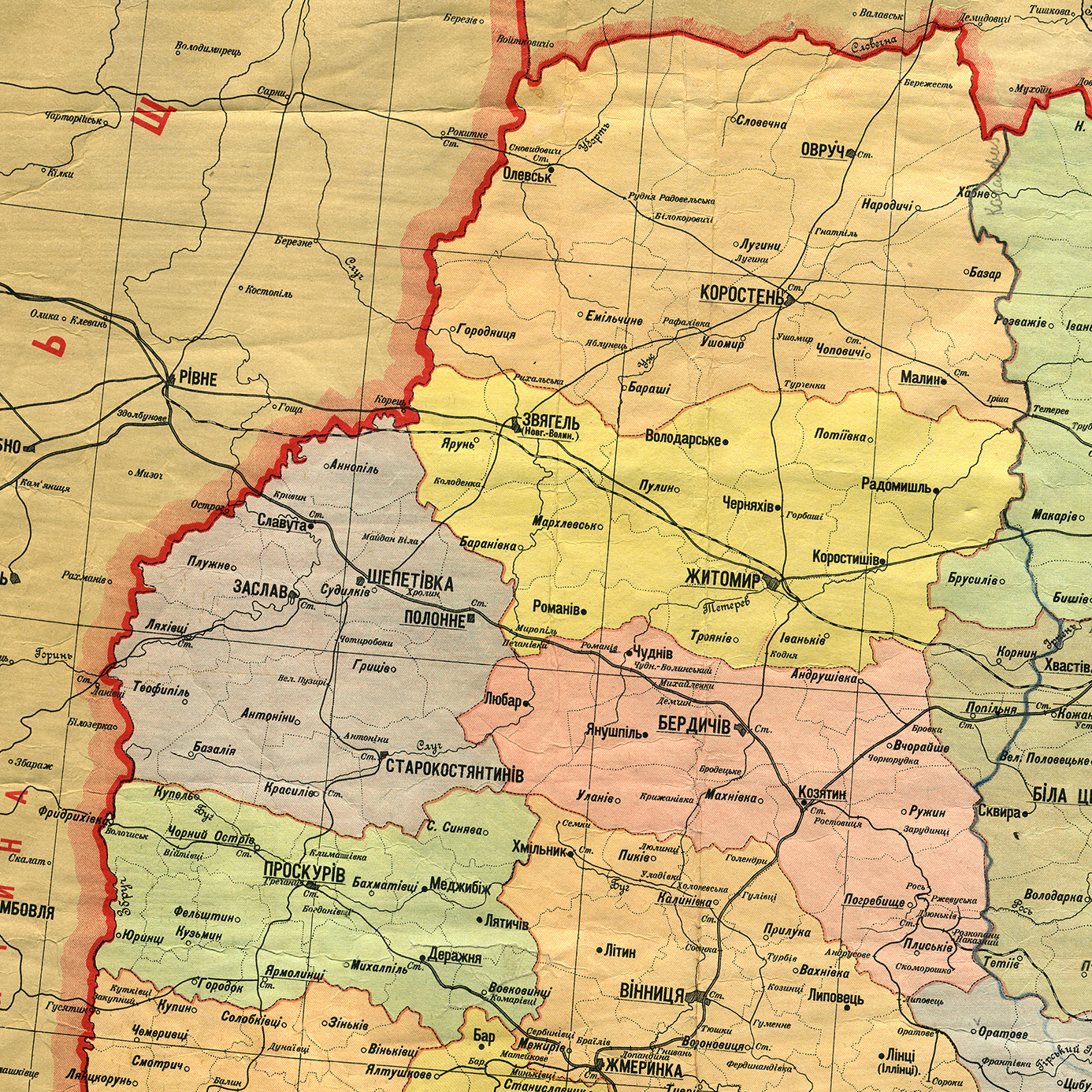
Карта Житомирської округи, адміністративні межі станом на 1 березня 1927

## Населення
Згідно з Всесоюзним переписом населення 1926 року в окрузі проживало 690 119 чоловік (49,43% чоловіків і 50,57% жінок). З них 142 377 були міськими, а 547 742 сільськими жителями.

### Національний склад
За етнічним складом 66,8% населення були українці, 12,6% поляки, 9,5% євреї, 7,3% німці, 2,9% росіяни, інші національності загалом 0,9%.
Національний склад районів та міст Житомирської округи за переписом 1926 р.
| №  | Місто/район                      | Населення, осіб | Національний склад, % | Національний склад, % | Національний склад, % | Національний склад, % | Національний склад, % | Національний склад, % | Національний склад, % | Національний склад, % | Національний склад, % | Національний склад, % |
| №  | Місто/район                      | Населення, осіб | українці              | українці              | росіяни               | росіяни               | євреї                 | євреї                 | поляки                | поляки                | німці                 | німці                 |
| №  | Місто/район                      | Населення, осіб | осіб                  | %                     | осіб                  | %                     | осіб                  | %                     | осіб                  | %                     | осіб                  | %                     |
| -- | -------------------------------- | --------------- | --------------------- | --------------------- | --------------------- | --------------------- | --------------------- | --------------------- | --------------------- | --------------------- | --------------------- | --------------------- |
| 1  | м. Житомир                       | 76 597          | 28 469                | 37,2%                 | 10 530                | 13,7%                 | 30 001                | 39,2%                 | 5 653                 | 7,4%                  | 713                   | 0,9%                  |
| 2  | Баранівський район               | 44 341          | 33 370                | 75,3%                 | 264                   | 0,6%                  | 3 770                 | 8,5%                  | 5 730                 | 12,9%                 | 1 017                 | 2,3%                  |
| 3  | м. Баранівка                     | 5 367           | 3 395                 | 63,3%                 | 85                    | 1,6%                  | 1 602                 | 29,8%                 | 187                   | 3,5%                  | 42                    | 0,8%                  |
| 4  | Баранівський район (села)        | 38 974          | 29 975                | 76,9%                 | 179                   | 0,5%                  | 2 168                 | 5,6%                  | 5 543                 | 14,2%                 | 975                   | 2,5%                  |
| 5  | Володарський район               | 48 607          | 31 555                | 64,9%                 | 347                   | 0,7%                  | 2 615                 | 5,4%                  | 5 362                 | 11,0%                 | 8 386                 | 17,3%                 |
| 6  | м. Кутузов-Володарський          | 4 015           | 1 768                 | 44,0%                 | 23                    | 0,6%                  | 2 068                 | 51,5%                 | 35                    | 0,9%                  | 111                   | 2,8%                  |
| 7  | Володарський район (села)        | 44 592          | 29 787                | 66,8%                 | 324                   | 0,7%                  | 547                   | 1,2%                  | 5 327                 | 11,9%                 | 8 275                 | 18,6%                 |
| 8  | Іванківський район               | 45 268          | 40 490                | 89,4%                 | 165                   | 0,4%                  | 2 111                 | 4,7%                  | 2 226                 | 4,9%                  | 109                   | 0,2%                  |
| 9  | м. Котельня                      | 3 365           | 2 236                 | 66,4%                 | 17                    | 0,5%                  | 896                   | 26,6%                 | 194                   | 5,8%                  | 0                     | 0,0%                  |
| 10 | Іванківський район (села)        | 41 903          | 38 254                | 91,3%                 | 148                   | 0,4%                  | 1 215                 | 2,9%                  | 2 032                 | 4,8%                  | 109                   | 0,3%                  |
| 11 | Коростишівський район            | 41 486          | 35 115                | 84,6%                 | 945                   | 2,3%                  | 3 092                 | 7,5%                  | 1 867                 | 4,5%                  | 355                   | 0,9%                  |
| 12 | м. Коростишів                    | 8 092           | 4 551                 | 56,2%                 | 110                   | 1,4%                  | 3 017                 | 37,3%                 | 209                   | 2,6%                  | 139                   | 1,7%                  |
| 13 | Коростишівський район (села)     | 33 394          | 30 564                | 91,5%                 | 835                   | 2,5%                  | 75                    | 0,2%                  | 1 658                 | 5,0%                  | 216                   | 0,6%                  |
| 14 | Мархлевський район               | 40 904          | 77 34                 | 18,9%                 | 145                   | 0,4%                  | 1 016                 | 2,5%                  | 28 332                | 69,3%                 | 3575                  | 8,7%                  |
| 15 | Новоград-Волинський район        | 63 084          | 37 265                | 59,1%                 | 2 030                 | 3,2%                  | 7 016                 | 11,1%                 | 8 269                 | 13,1%                 | 8 129                 | 12,9%                 |
| 16 | м. Новоград-Волинський           | 14 897          | 5 773                 | 38,8%                 | 1 007                 | 6,8%                  | 6 553                 | 44,0%                 | 722                   | 4,8%                  | 670                   | 4,5%                  |
| 17 | Новоград-Волинський район (села) | 48 187          | 31 492                | 65,4%                 | 1 023                 | 2,1%                  | 463                   | 1,0%                  | 7 547                 | 15,7%                 | 7 459                 | 15,5%                 |
| 18 | Потіївський район                | 41 898          | 35 938                | 85,8%                 | 584                   | 1,4%                  | 420                   | 1,0%                  | 3 400                 | 8,1%                  | 1 263                 | 3,0%                  |
| 19 | Пулинський район                 | 59 533          | 30 608                | 51,4%                 | 1 878                 | 3,2%                  | 2 209                 | 3,7%                  | 7 728                 | 13,0%                 | 15 906                | 26,7%                 |
| 20 | м. Пулини                        | 3 367           | 2 059                 | 61,2%                 | 29                    | 0,9%                  | 1 056                 | 31,4%                 | 61                    | 1,8%                  | 142                   | 4,2%                  |
| 21 | м. Соколів                       | 742             | 6                     | 0,8%                  | 13                    | 1,8%                  | 455                   | 61,3%                 | 2                     | 0,3%                  | 260                   | 35,0%                 |
| 22 | Пулинський район (села)          | 55 424          | 28 543                | 51,5%                 | 1 836                 | 3,3%                  | 698                   | 1,3%                  | 7 665                 | 13,8%                 | 15 504                | 28,0%                 |
| 23 | Радомишльський район             | 59 424          | 50 227                | 84,5%                 | 565                   | 1,0%                  | 4 781                 | 8,0%                  | 2 403                 | 4,0%                  | 1 272                 | 2,1%                  |
| 24 | м. Радомишль                     | 12 933          | 7 337                 | 56,7%                 | 475                   | 3,7%                  | 4 637                 | 35,9%                 | 166                   | 1,3%                  | 229                   | 1,8%                  |
| 25 | Радомишльський район (села)      | 46 491          | 42 890                | 92,3%                 | 90                    | 0,2%                  | 144                   | 0,3%                  | 2 237                 | 4,8%                  | 1 043                 | 2,2%                  |
| 26 | Романівський район               | 43 330          | 29 525                | 68,1%                 | 693                   | 1,6%                  | 4 361                 | 10,1%                 | 5 124                 | 11,8%                 | 3 177                 | 7,3%                  |
| 27 | м. Романів                       | 7 559           | 4 060                 | 53,7%                 | 175                   | 2,3%                  | 2 672                 | 35,3%                 | 555                   | 7,3%                  | 19                    | 0,3%                  |
| 28 | Романівський район (села)        | 35 771          | 25 465                | 71,2%                 | 518                   | 1,4%                  | 1 689                 | 4,7%                  | 4 569                 | 12,8%                 | 3 158                 | 8,8%                  |
| 29 | Троянівський район               | 38 665          | 28 798                | 74,5%                 | 774                   | 2,0%                  | 1 076                 | 2,8%                  | 6 546                 | 16,9%                 | 1 338                 | 3,5%                  |
| 30 | Черняхівський район              | 51 243          | 41 559                | 81,1%                 | 629                   | 1,2%                  | 2 335                 | 4,6%                  | 1 616                 | 3,2%                  | 3 167                 | 6,2%                  |
| 31 | м. Черняхів                      | 5 524           | 3 430                 | 62,1%                 | 55                    | 1,0%                  | 1 898                 | 34,4%                 | 19                    | 0,3%                  | 56                    | 1,0%                  |
| 32 | Черняхівський район (села)       | 45 719          | 38 129                | 83,4%                 | 574                   | 1,3%                  | 437                   | 1,0%                  | 1 597                 | 3,5%                  | 3 111                 | 6,8%                  |
| 33 | Ярунський район                  | 36 076          | 30 610                | 84,8%                 | 240                   | 0,7%                  | 786                   | 2,2%                  | 2 371                 | 6,6%                  | 1 887                 | 5,2%                  |

### Мовний склад
Рідна мова населення Волинської округи за переписом 1926 року
| Район               | Населення, осіб | Рідна мова, % | Рідна мова, % | Рідна мова, % |
| Район               | Населення, осіб | українська    | російська     | інша          |
| ------------------- | --------------- | ------------- | ------------- | ------------- |
| м. Житомир          | 76 597          | 33,9          | 26,1          | 40,0          |
| Баранівський        | 44 341          | 80,1          | 0,7           | 19,1          |
| Володарський        | 48 607          | 71,9          | 0,9           | 27,2          |
| Іванківський        | 45 268          | 92,9          | 0,5           | 6,6           |
| Коростишівський     | 41 486          | 85,5          | 2,4           | 12,1          |
| Мархлівський        | 40 904          | 54,7          | 0,5           | 44,9          |
| Новоград-Волинський | 63 084          | 67,1          | 4,2           | 28,7          |
| Потіївський         | 41 898          | 90,7          | 1,5           | 7,8           |
| Пулинський          | 59 533          | 60,8          | 3,3           | 35,9          |
| Радомисльський      | 59 424          | 87,0          | 1,4           | 11,6          |
| Романівський        | 43 330          | 72,4          | 1,9           | 25,7          |
| Троянівський        | 38 665          | 85,1          | 2,1           | 12,8          |
| Черняхівський       | 51 243          | 82,7          | 1,3           | 16,0          |
| Ярунський           | 36 076          | 88,0          | 0,8           | 11,2          |
| Волинська округа    | 690 456         | 72,8          | 4,5           | 22,7          |

## Керівники округи

### Відповідальні секретарі окружного комітетуКП(б)У
- Буханов Ф. Є. (.03.1923—.09.1923)
- Рижиков (.09.1923—.11.1923)
- Вержбицький, в. о. (.11.1923—1924)
- Бегайло Роман Олександрович (.11.1924—.04.1925)
- Тарабрін Степан Якович (.04.1925—.09.1925)
- Данилов П. В. (.09.1925—.11.1925)
- Доненко Микола Юхимович (.11.1925—.02.1928)
- Левицький Михайло Васильович (1928—.08.1930)

### Голови окружного виконавчого комітету
- Разумов (21.03.1923—1923)
- Коваленко Юхим Семенович (1923)
- Чайковський І. Л. (1923)
- Коваленко Юхим Семенович (1923—1924)
- Шебло Роман Васильович (1924—1925)
- Табаков Зіновій Якович (1925—.08.1925)
- Сульженко Кузьма Гнатович (.08.1925—.10.1925)
- Сумцов Микола Михайлович (.10.1925—1.01.1927)
- Бега Федот Федотович (1.01.1927—.01.1927)
- Тернопольченко Михайло Дмитрович (.01.1927—.08.1927)
- Бега Федот Федотович (.08.1927—.11.1927)
- Чебукін Павло Васильович (.11.1927—.01.1928)
- Тернопольченко Михайло Дмитрович (.01.1928—.09.1929)
- Стегній Андрій Олексійович (.09.1929—.01.1930)
- Нефоросний Олексій Іванович (.01.1930—.09.1930)